# Фенс-Лейк (Нью-Мексико)
Фенс-Лейк (англ. Fence Lake) — переписна місцевість (CDP) в США, в окрузі Сібола штату Нью-Мексико. Населення — 17 осіб (2020).

## Географія
Фенс-Лейк розташований за координатами 34°40′8″ пн. ш. 108°40′49″ зх. д. / 34.66889° пн. ш. 108.68028° зх. д. (34.669018, -108.680141).  За даними Бюро перепису населення США в 2010 році переписна місцевість мала площу 43,81 км², уся площа — суходіл.

## Демографія
Згідно з переписом 2010 року, у переписній місцевості мешкали 42 особи в 23 домогосподарствах у складі 11 родини. Густота населення становила 1 особа/км².  Було 42 помешкання (1/км²).
Расовий склад населення:
| - 71,4 % — білих - 26,2 % — корінних американців - 2,4 % — азіатів |

До двох чи більше рас належало 0,0 %. Частка іспаномовних становила 4,8 % від усіх жителів.
За віковим діапазоном населення розподілялося таким чином: 11,9 % — особи молодші 18 років, 59,5 % — особи у віці 18—64 років, 28,6 % — особи у віці 65 років та старші. Медіана віку мешканця становила 56,5 року. На 100 осіб жіночої статі у переписній місцевості припадало 82,6 чоловіків;  на 100 жінок у віці від 18 років та старших — 76,2 чоловіків також старших 18 років.
Цивільне працевлаштоване населення становило 0 осіб. 